# 美国法学教育
美国法学教育（legal education in the United States），一般是指在美国为法律实践培养律师的法学教育。

## 历史

### 欧洲的首批法学院
在出现大学之前，11世纪的欧洲就出现了教授法律的学校，这些学校日后也分别成为了大学的基石。  
欧洲第一所大学博洛尼亚大学，就是在12世纪由4个有名的法学家作为一所法学院所建立的。所以有人也据此认为，最早的学术博士学位是授予给法学学者的。博洛尼亚大学后来也成为了中世纪欧洲其他法学院的模板。:389
虽然在欧洲大陆学习法律的学生一般都是去学校学习法律的，在英国却并非如此，因为英国并不实行罗马法，就算牛津大学会教授法律经典，大陆法系的法律在英国也总是被视为等而下之。:390

### 殖民宗主国英国的普通法法学教育
爱德华一世在1292年时曾表示，学习法律的学生只要坐在法庭里观察就可以学会法律成为律师；但这些学生偶尔也会专门聘请他人到学生住所去讲授法律，最后形成了今日英国的律师学院体系。:430  
律师学院最早所进行的教育是模拟法庭，授课，以及到真正的法庭上去观察。:431  
到了17世纪，律师学院取得了类似牛津和剑桥般大学的地位，虽然进行的是特别的教育。:432
十字军东征导致很多当事人无法出庭后，律师的角色变得愈发重要起来，对律师的需求也急剧增长。:433  
于是就诞生了培养事务律师的师徒教育模式，在结构和制度上都类似于培养贸易人的师徒教育。:434  
牛津和剑桥并不认为普通法是值得教授的课题，所以只有在教授哲学或历史时涉及到古典学和民法的法律，才会简单的提及法律，他们当然也不会培养律师。:435
所以英国的法学教育跟欧陆不同，在欧陆法律是当作一门学科进行研习，而在英国法律是一项实务，要从实践中学习。
1729年，英国国会确立了事务律师的师徒教育制度。:435
威廉·布莱克斯通在1753年成为牛津第一名教授法律的教师，但牛津不是要进行法律职业教育，他的教学内容也在实质上偏重哲学和理论。:435  
布莱克斯通坚持要在大学里教授法律，因为这样才能给法律的教育打好理论基础，而不是让律师到律师学院里去注意一些没意义的细节及程序。:793
律师学院还在继续进行教育，教育质量没那么高了，但要成为律师还是不需要太多的教育和考试，所以1846年时，国会在考察后认为，英国的法学教育没有欧陆及美国的好。:436  
于是19世纪末，英国终于开始认真考虑要不要建立正式的法学院了，但就算在当时，成为英国律师也不需要本科学位。:436

### 美国的法学教育
因为英国律师的形象不佳，北美洲的英国殖民地最早有反律师的倾向，但殖民地政府还是开始雇佣律师学院培养出来的专业人才，到了独立战争末期每个州也基本上都有了成形的律师协会。:775 
由于英国的法律行业基本上由上层人士把持，普通英国民众对律师充满了不信任，所以随着殖民地的教育体系开始发展时，美国的法学教育注定要沿着一条与宗主国英国不同的道路开始发展。:429
美国最早的法律从业人员是从英国进口的:438，1730年时在纽约建立了正式的法律师徒或实习教育，那时要实习七年才能取得律师执照；而到了1756年时，要先大学四年取得本科学位，再实习五年，最后通过考试才能取得律师资格。:439  
之后将大学教育的门槛降低到了两年。:439 
但美国终究没有形成英国律师学院那种法学教育体系。而到了19世纪在英国要成为律师，对大学教育也没有要求。
实习教育需要作为导师的律师付出大量的人力物力，要对学生量身订做法学教育所需的教材和指导材料，还要确保实习人能吸收这些知识。:781
学生一般会将他的笔记整理成册，再试图全部背诵下来。:782  
但这几乎是不可能的，所以大部分学生都劳累过度，学习效果也不如预想的好。实习的过程中他们还要做很多乏味的工作，比如手抄文件。要找到合适的法学教育文本也是很有挑战性的，也因为每个导师对法律的看法不一，给学生布置的读物也没有一个固定的标准。:782－783  
1745年时一个有名的律师，威廉·利文斯通，在纽约的一份报纸中指出这种师徒实习的法律教育是有问题的，很多导师都并不为他们的学生作长远考虑，也以为只要反复抄写就能学会法律。:782
有些律师则不然，他们非常关心自己学生的法学教育，也正是因为有了他们对法学教育的关注，将更多进行法律实践的时间用来教导学生，美国的首批法学院就是从他们的事务所中诞生的。:782
人们早就发现法律师徒实习教育质量不高。:13
导师经常让实习生去干非常卑微的工作，而且就算他们每天都呆在律师事务所里，也很难得到实际上手实践法务的机会，无法进行法律上有效的推理。:14
直到18世纪后半段才开始在美国的大学中出现正式的法学教育。:442 
1793年威廉与玛丽学院第一次在美国颁发了缩写为 L.B. 的法学本科学位，哈佛大学则是第一个在美国颁发缩写为 L.L.B. 的法学本科学位的。
1812年，马里兰大学等开始在美国开设本科的法学教育，但还是偏重理论和哲学的研习，要求学生学习诸如圣经、西塞罗、塞內卡、亚里士多德、亚当·斯密、孟德斯鸠、格老秀斯等人的著作。:794
于是有人认为当时的法学教育是培养政治家，而不是律师的。:79520世纪初在耶鲁大学和斯坦福大学的法学本科学位仍然要求学生学习文化，包括语言、数学、和经济学。:19
1850年代，有一些学校开始出现，他们不是在大学里开设的，不会教法学的理论、哲学、和历史，而是由法律实践者多带几个学徒这种形式演进形成的，这种学校侧重实际法律实践。:15  
大学则普遍认为法律实践的技巧要在实际运用法律知识时才能学到，不用教，但这些法律专门学校则是通过教育教授法律实务的。:15
为了跟这些小型的法律专门学校竞争，美国大学的法学教育开始出现巨大的变化。1826年开始，耶鲁曾经开设过“法律实务”课程，教授学生如何草拟诉状之类的实际法务，但这门课程只持续了两年。:798 
美国最高法院法官約瑟夫·斯多里则从哈佛开始改变法学教育的精髓。19世纪他在哈佛授课时，宣传要对法律进行“科学地”学习。:800
于是哈佛的法学教育更接近贸易学校的教学，而不是像布莱克斯通在牛津开设的、杰弗逊在威廉玛丽开设的那种人文主义教学。:801  
尽管如此还是有很多法学教育者就法学教育的形式进行争论，有人认为应该像在私立法学院那样进行职业教育，有人认为应该像斯多里和兰德尔所宣传的科学学习法。:445  
兰德尔认为，法律就像科学一样，法律图书馆就好比科学的实验室，案例是学习法律宗旨和理论的基础，就好像从实验中得出的科学理论一般。  
但直到20世纪，还是有很多州在颁发律师执照时不要求大学本科学位，但经常要求有学徒经历，而很多实践法律者也没有上过大学或法学院。:801
从这样的历史背景出发，美国的法学教育就成为了既将法学看做科学来教授，也教授法律实务技巧的教育。:802 
美国的法学教育强调实习训练，这种训练也成为了美国法学教育和法律博士项目的重要组成部分。:19  
18和19世纪时，从法律学徒的教育中很少有律师能一结束学徒生涯就很快为客户提供专业级的服务，今天的法律博士们则一出门就能投入法律的实践当中去。:9、13

## 师资

### AALS法学院教师招聘会
美国法学院招聘教师的时候，有大约一半都是从在华盛顿一家宾馆举行的年度 AALS （美国法学院联合会）教师招聘会上举行面试招来的。

## 学位
法学教育主要是通过在法学院接受学位教育进行的。美国的法学院授予的专业学位是法律博士 (J.D.)。拿到该学位的人，还要根据每个州特定的要求，达成一些条件后才能成为律师。
法律博士与医学士 (M.D.)类似，是一个专业学位。美国律师协会发布过一个联合声明，指法律博士在任教时应该视之为与哲学博士 (Ph.D.)等同的地位。
司法学博士 (S.J.D.，来自于拉丁文"Scientiae Juridicae Doctor") ，以及比较法博士 (D.C.L.)，是以研究和学术为主的博士学位。在美国，法学博士 (LL.D., Legum Doctor) 只作为荣誉学位授予。
自2012年7月开始，耶鲁法学院开设了一个新的法律哲学博士学位 (Ph.D. in Law)，该学位只接受已获得法律博士学位的人申请，旨在提高法学研究学术水平。 
对于不想当律师的人，也有本科和硕士的学位可供挑选。常见的本科法律学位是法学科学学士 (Bachelor of Science in Legal Studies)。学术型的硕士学位则有学术硕士 (Master of Studies) 和专业学术硕士 (Master of Professional Studies)。
想在美国实践法律的外国律师，却没有获得法律博士学位的，也会去念法律硕士 (Juris Master)，法学硕士 (Master of Laws)，比较法硕士 (Master of Comparative Law)，或司法硕士 (Master of Jurisprudence)。

## 取得律师执照
美国每个州有自己的司法考试，需要根据各州规定满足不同的特定要求方可取得律师执照，取得后也需要进行法學持續教育来维持执照有效。

## 批评
现存的法学教育，因为过于侧重于帮助学生通过司法考试，而不能提供太多在学校里能接触到的实习机会。虽然有些国家，比如中国、德国、法国，要求通过司法考试的人在实习后才能取得律师执照，在美国却并非如此。美国律师协会专门在一份报告中指出了这一点，要求法学院提供更多实习经验。
很多法学院于是开始提供更多实习的机会。除了学校安排的实习以外，学生也可以进行校外实习，比如为法官、政府、或法律援助组织无偿工作以换取学分。有些法学院还提供了校内的法律诊所，让教授带领学生在真实的案例中学习法务。有些学校强制学生必须参加此类实践课程才能毕业。

## 延伸阅读
- Robert Granfield: 《培养精英律师：哈佛法学教育的愿景》（ Making elite lawyers : visions of law at Harvard and beyond） - New York, NY [etc.] : Routledge, 1992
- Duncan Kennedy: 《法学教育和阶级的再现》（Legal Education and the Reproduction of Hierarchy）, New Edition, New York Univ Press, 2004, ISBN 0-8147-4778-7
- Elizabeth Mertz: 《法学院的语言：学会像律师般思考》（The Language of Law School: Learning to Think Like a Lawyer） -- New York: Oxford University Press, 2007
- 《法律：1776年创始以来法学教育的角色》（"One Law: The Role of Legal Education in the Opening of the Legal Profession Since 1776"） （页面存档备份，存于） Paul D. Carrington, Duke Law School, article in Florida Law Review, Volume 44, Number 4, September, 1992